# 加藤恒太郎
加藤 恒太郎（かとう こうたろう）は、日本の国土交通技官。豊田市副市長や、奈良県県土マネジメント部長、国土交通省中部地方整備局副局長などを歴任した。

## 人物・経歴
北海道出身。1985年北海道大学工学部卒業、建設省入省。1998年建設省道路局道路交通管理課長補佐。2001年から国土技術政策総合研究所高度情報化研究センター高度道路交通システム研究室主任研究官を務め、ETCの研究開発を行った。2002年国土交通省道路局企画課企画専門官。2004年国土交通省中国地方整備局岡山国道事務所長。2006年国土交通省総合政策局建設業課建設業技術企画官。2007年豊田市副市長。2010年国土交通省道路局環境安全課道路交通安全対策室長。 2012年国土交通省四国地方整備局道路部長。2014年奈良県県土マネジメント部長。2017年日本高速道路保有・債務返済機構理事。2020年国土交通省中部地方整備局副局長、土木学会中部支部商議員。2021年退官、日立造船株式会社顧問。

## 著書
- 『知能道路2001 : Smartway』（徳山日出男, 岩﨑泰彦と共著）日本経済新聞社 1998年